# Ægidius Fauteux
Pour les articles homonymes, voir Fauteux.
Ægidius Fauteux est un journaliste, bibliothécaire, essayiste et historien québécois né le 27 septembre 1876 à Montréal et mort le 22 avril 1941 dans la même ville, à l'âge de 64 ans.

## Biographie

### Jeunesse et formation
Ægidius Fauteux est le fils d’Hercule Fauteux, manufacturier de bonne instruction, et d’Exilda Dagenais. Il est élevé dans le quartier Petite Bourgogne (anciennement nommé Sainte-Cunégonde) à Montréal avec ses 10 frères et sœurs. Dès son jeune âge, Fauteux s’intéresse à la généalogie et cherche à découvrir les racines de sa famille. Cet intérêt pour l’histoire des filiations l’accompagnera d’ailleurs toute sa vie.
Il fait son cours classique au Collège de Montréal de 1887 à 1893. L'enseignement catholique qu'il reçoit des Sulpiciens le conduit à fréquenter le Séminaire de philosophie de 1893 à 1895 et le Grand Séminaire de Montréal, où il obtient une licence en théologie à l'âge de 22 ans. Durant ses années au Grand Séminaire, il constate que sur les 97 pensionnaires, les Canadiens français du Québec étaient seulement 41. Les réunions sociales se déroulent presque exclusivement en anglais, et Fauteux est troublé par cette réalité.
Ne ressentant l'appel d'aucune vocation, Fauteux décide d'entreprendre des études en droit à l’Université Laval de Montréal. Officiellement admis au Barreau de la province de Québec le 10 juillet 1903, mais ne se sentant « [...] pas plus destiné pour la toge que pour la soutane », il se plonge dès lors dans le monde du journalisme. Lorsqu’il commence ses études en droit, il est frappé par l’absence totale de bibliothèques publiques à Montréal. Dès 1901, il publie des articles pour la création d’une bibliothèque publique à Montréal.
En octobre 1902, il est admis à l’École Littéraire de Montréal dont le but était d’assurer la culture et la diffusion des belles-lettres canadiennes-françaises. En février 1904, il présente à l’Université  Laval une conférence intitulée « Y a-t-il une littérature canadienne ? », conférence ayant comme sujet la littérature canadienne du dix-neuvième siècle.
Il joint le Cercle Ville-Marie, qui réunit l’élite littéraire montréalaise du début du siècle. En 1901, il en est élu président. Le Cercle Ville-Marie organisait des conférences sur des sujets variés ainsi que des récitals de musique vocale et instrumentale.

### Journalisme
En 1902, il fonde un journal hebdomadaire, Le Rappel, avec Arthur Sauvé, Alphonse Nantel et Émile Léonard. Étant éditeur propriétaire jusqu'en 1903, il publie ses propres textes sous divers pseudonymes (Lucien Balte, E.G., Robert Lefort, M. France, Baruch, Lucien Bulté, Justice, H. Lambert, Godefroi Latour, Ludovic Morel, Nemo, Raoul Sanche Solitaire, Vindex et Virgile), au côté d'autres jeunes conservateurs.
De 1905 à 1909, il est correspondant parlementaire pour le journal La Patrie. C’est au cours de cette expérience que Fauteux noue des relations avec des ministres, des membres de l’Assemblée nationale et des hauts fonctionnaires. Ces derniers l’aideront à développer une importante collection de documents gouvernementaux à la Bibliothèque Saint-Sulpice. En 1909, il quitte La Patrie et devient rédacteur en chef de La Presse à Montréal - poste qu'il occupe jusqu'en 1912.
Au tournant des années 1910, il délaisse peu à peu le journalisme et se consacre dès lors à ses principaux intérêts : l’histoire, les livres et les archives.

### Bibliothéconomie
Conservateur de la Bibliothèque Saint-Sulpice, à Montréal, de décembre 1912 jusqu’à sa fermeture en 1931 (p. 40), Ægidius Fauteux travaille au développement des collections en menant un vaste programme d’acquisitions d’ouvrages étrangers ou locaux, de périodiques, de publications gouvernementales et d’autres documents spéciaux (p. 115-181). D’après Fauteux, les collections étaient constituées, en 1912, de 60 000 volumes, provenant notamment des bibliothèques du Cabinet de lecture paroissial, du Séminaire de Notre-Dame et de la Faculté des arts de l’Université Laval à Montréal (p. 115). En 1933, l’American Library Association décrit la Bibliothèque Saint-Sulpice, en espérant sa réouverture prochaine, comme détenant « l’une des meilleures et mieux organisées collections de Canadiana du Dominion » avec ses 120 000 volumes . En se penchant du côté des pratiques bibliothéconomiques américaines, Fauteux prend connaissance des méthodes modernes de catalogage et de classification. Dans un voyage qu’il fait en 1913 aux États-Unis, il est initié au catalogue de l’American Library Association, et à la classification décimale Dewey qu’il implante à la bibliothèque Saint-Sulpice.
En avril 1916, Ægidius Fauteux obtient, à sa demande, de la Congrégation de l'Index, l’autorisation de prêter, en exerçant la vigilance nécessaire, des livres prohibés par l’Église, à des lecteurs n’ayant pas obtenu préalablement la permission du diocèse (p. 202-203).
À partir de 1922, la Bibliothèque Saint-Sulpice expose annuellement, lors de la Semaine du livre canadien, les ouvrages publiés au Québec. Afin de bénéficier de cette publicité, il devient alors d'usage pour les éditeurs de déposer volontairement, c'est-à-dire de donner, un exemplaire de leur ouvrage à la bibliothèque (p. 152-153). À ce sujet, François Séguin écrit que ce système – pensé et mis en place par Fauteux – préfigurait en quelque sorte le dépôt légal qui deviendrait actif à compter du 1er janvier 1968. Grâce à cette initiative, la bibliothèque Saint-Sulpice a enrichi considérablement ses collections de livres québécois.
Après la fermeture de la bibliothèque Saint-Sulpice en 1931, Fauteux devient en juin 1932 conservateur de la Bibliothèque municipale de Montréal située sur la rue Sherbrooke.

### Vie ultérieure (1925-1941)
Ægidius Fauteux est l’un des premiers professeurs de l’École de tourisme de l’Université de Montréal, crée en 1925, sous la direction de Victor Morin (notaire), afin de former des guides touristiques.
En 1932, il inaugure les cours en français de bibliothéconomie qui se donnent à McGill et il est un de fondateurs de l’Association des bibliothécaires du Québec. De 1928 jusqu’à sa mort, Ægidius Fauteux exerce les fonctions de président de la Société historique de Montréal, où il succède à Victor Morin. En 1935, Ægidius Fauteux participe à la fondation de la Société des Dix, au sein de laquelle il occupe le fauteuil no 3.
Le 7 mai 1936, le recteur de l’Université de Montréal, Olivier Maurault, octroie un doctorat ès lettres honorifique à Fauteux. Dans le discours de collation, l’Université et Maurault disent ressentir une « […] vive admiration et [une] profonde agratitude » à l’endroit du travail mené par Fauteux dans les domaines de l’histoire et de la bibliothèque.
Le 26 mai 1937, il reçoit à l’Université de Toronto la médaille Tyrrell de la Société royale du Canada pour l’histoire.

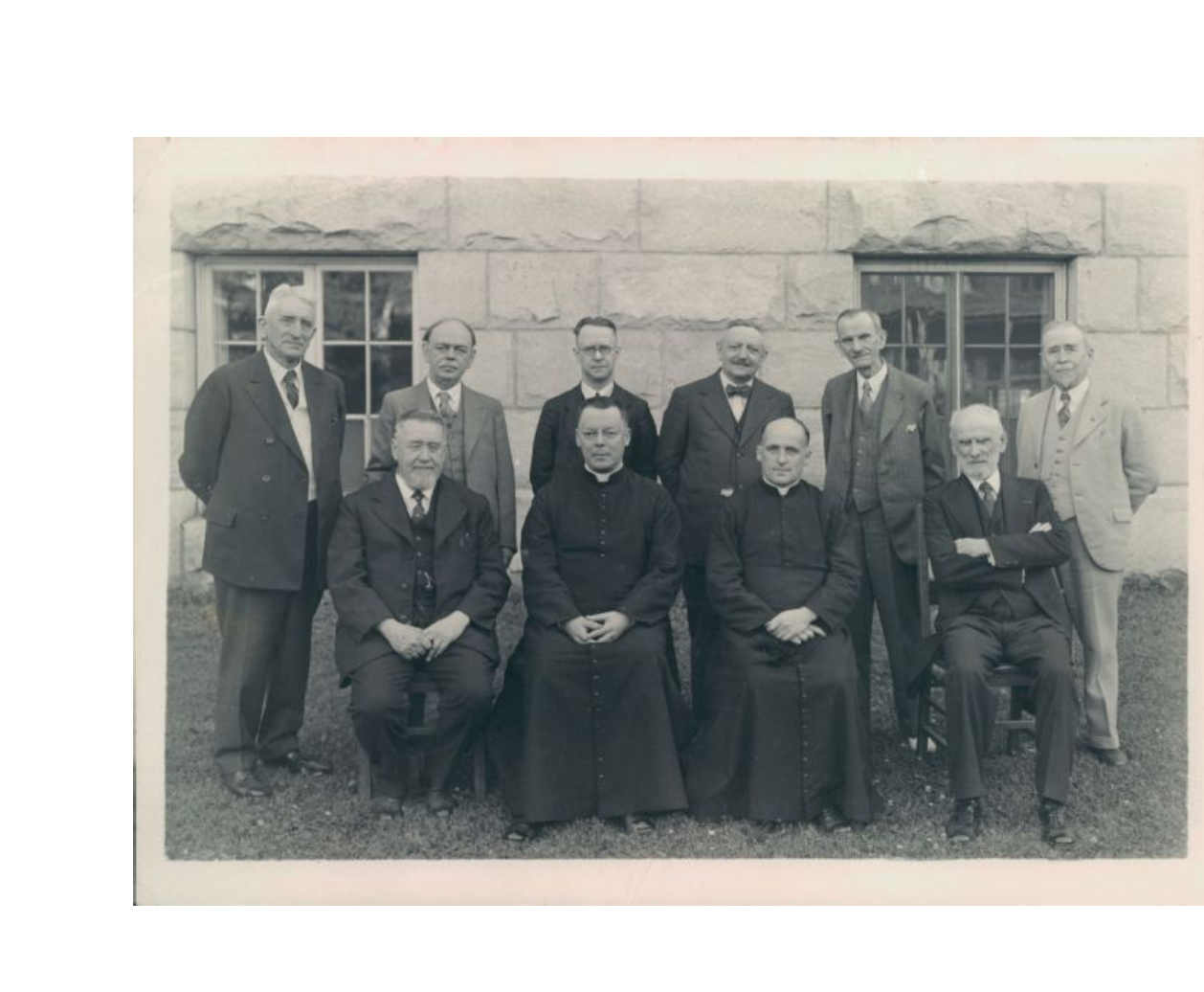
Regroupement des membres de la Société des dix en octobre 1937. Ægidius Fauteux apparaît en deuxième position à partir de la gauche de la rangée du fond.

En 1937, il participe à la fondation de l'École de bibliothéconomie de l'Université de Montréal, aux côtés de Marie-Claire Daveluy, dont il devient le directeur . Vivement intéressé par l’histoire canadienne dans tous ses aspects, il s’implique au sein de plusieurs sociétés et associations historiques et est membre fondateur de la Société des Dix.
Il meurt à l’hôpital Saint-Luc le 22 avril 1941 et est enterré au Cimetière Notre-Dame-des-Neiges. À sa mort, l'écrivain Léo-Paul Desrosiers lui succède à titre de conservateur de la bibliothèque centrale de Montréal. Le 6 septembre 1941, Desrosiers fait paraître dans Le Devoir un court texte vantant les mérites de son prédécesseur : « Le public ne sait pas assez l'étendue de l'érudition de l'ancien bibliothécaire de Montréal. À la fin de sa carrière, il était devenu un grand spécialiste. Il était consulté de partout. On lui soumettait des problèmes compliqués. Il n'était jamais chiche de renseignements. Des fragments de sa science composaient la science des autres ».
Ægidius Fauteux produit six volumes d’œuvres littéraires et une dizaine d’éditions critiques. Il écrit plusieurs bibliographies, conférences, études et un grand nombre d’articles. Il publia en 1917 « Étude historique sur les Bibliothèques Canadiennes » et en 1918, « La Famille d’Ailleboust ».
Ses « 44 Carnets d’un curieux », parus dans le journal montréalais La Patrie, sont devenus célèbres. Il publia aussi ses Recherches historiques.
Le 14 novembre 1966, Jean-Noël Tremblay, ministre des Affaires culturelles, inaugure l'annexe Ægidius-Fauteux de la bibliothèque Saint-Sulpice, à l'angle des avenues de l'Esplanade et du Mont-Royal, dans l'ancien bâtiment de la Bibliothèque publique juive,. En 2007, cet espace est converti par la Compagnie Marie Chouinard en lieu de diffusion et de création de danse contemporaine.

## Honneurs
- 1918 - Membre de la Société royale du Canada
- 1928 - Président de la Société historique de Montréal[26]
- 1935 - Société des Dix
- 1936 - Docteur ès-lettres de l’Université de Montréal[27]
- 1937 - Médaille J. B. Tyrrell de la Société royale du Canada

## Publications
- 1908 - Dix ans de régime libéral, le gouvernement Gouin, ses faiblesses, ses abus, ses scandales
- 1916 - Les bibliothèques canadiennes. Étude historique. (Extrait de la « Revue canadienne »). Montréal, Arbour and Dupont[28]
- 1917 - La Famille d’Ailleboust, étude généalogique et historique. 196pp. Montréal, Éd. Ducharme[29]
- 1922 - Bibliographie de la question universitaire Laval-Montréal (1852-1921), brochure de 62 pp., Montréal[30]
- 1927 - Monsieur Lecoq: souvenirs d'un ancien séminariste, 93pp., Montréal, éditions Edouard Garand[30]
- 1929 - The Introduction of Printing into Canada, 6 brochures, Montréal, Rolland Paper Company Limited[30]
- 1931 - « La chasse-galerie », Bulletin des recherches historiques, vol. 37, no 11,‎ 1931, p. 693-694.
- 1934 - Le duel au Canada. 317pp. Montréal, Les Éditions du Zodiaque. (Coll. Du Zodiaque « 35 »)[29]
- 1940 - Les chevaliers de Saint-Louis au Canada
- c.1939-1941 - Armorial du Canada français (à ne pas confondre avec celui de Roy et Massicotte)
- 1950 - Patriotes de 1837-1838